# رائول پاریا
رائول پاریا (انگلیسی: Raúl Pareja؛ زادهٔ ۱۲ نوامبر ۱۹۷۴) بازیکن فوتبال است.